# Der Vetter Basilio
Der Vetter Basilio ist ein zweiteiliges Fernsehspiel des WDR von Wilhelm Semmelroth aus dem Jahr 1969 nach dem Roman Vetter Basilio (1878) des portugiesischen Autors José Maria Eça de Queiroz.

## Inhalt
In das beschauliche Leben des Lissaboner Mittelstand-Ehepaars Luiza und Jorge dringt Luizas Vetter Basilio. Während Jorge, ein Ingenieur, auf Geschäftsreise ist, wirbt der Cousin erfolgreich um die Cousine und trifft sich mit ihr zum Stelldichein in einer Absteige der Altstadt. Nachdem Basilio nach Paris abgereist ist, schreibt Luiza ihm Liebesbriefe. Einige davon bekommt das unterdrückte Hausmädchen Juliana in die Hände. Sie beginnt ihre Herrin damit zu erpressen und fordert immer mehr. Als Jorge zurückkehrt, wird die Situation immer aussichtsloser und Luiza immer be- und unterdrückter.

## Kritik
„Eine episch breite, langatmige, sich in Details verlierende und konventionelle Inszenierung, die weder vom Stoff noch der Gestaltung oder der lediglich im Ansatz vorhandenen Gesellschaftskritik her zu rechtfertigen ist. Ab 16, ohne Empfehlung.“

## Hintergrund
Gedreht wurde in Portugal unter widrigen Bedingungen, Regisseur Semmelroth musste selbst mehrmals als Komparse einspringen, weil die Laiendarsteller nicht am Drehort erschienen, auch Ausstatter Paul Haferung ist in einer Minirolle mangels Laiendarstellern zu sehen. Die Erstausstrahlung erfolgte am 3. Juli 1969 (Teil 1) und 6. Juli 1969 (Teil 2) bei der ARD. Der Vetter Basilio kann als Vorläufer der Plüschkrimis gesehen werden und wurde auch auf DVD veröffentlicht.